# Al-Faki (Dara)
Ad-Faki (arab. الفقيع) – miejscowość w Syrii, w muhafazie Dara. W 2004 roku liczyła 1047 mieszkańców.